# Вільшанки (заказник)
Вільша́нки — ландшафтний заказник місцевого значення в Україні. Розташований на околиці х. Вільшанки Старотаразької сільської ради Кременецького району Тернопільської области, за 500 м на схід від лісового урочища «Скит».
Площа 18 га. Оголошений об'єктом природно-заповідного фонду рішенням № 74 другої сесії Тернопільської обласної ради шостого скликання від 10 лютого 2016 року. Перебуває у віданні Старотаразької сільської ради. 
Під охороною та збереженням у природному стані типовий природний ландшафт Вороняків, оселище рідкісних та зникаючих видів рослин, місць оселення корисної ентомофауни.